# Bioparc Valencia
Bioparc Valencia es un parque zoológico español situado en la costa mediterránea, en la ciudad de Valencia, en la extremidad oeste del Jardín del Turia. Sustituyó al Zoo de Viveros de Valencia fundado en 1965 y cerrado en 2007, y se inauguró el 27 de febrero de 2008. Es propiedad del ayuntamiento de Valencia pero está gestionado por una sociedad privada, Rain Forest Valencia.
Especializado en la fauna africana, está dividido en cuatro zonas representando cuatro biomas: sabana seca, sabana húmeda, bosques del África ecuatorial y Madagascar.
Realizado por la sociedad Rain Forest Diseño, su diseño oculta las barreras entre público y animales (jaulas, verjas, etc.) dando la sensación de que el visitante se adentra en el hábitat del animal.[cita requerida]
En su primera fase cuenta con 100.000 metros cuadrados de superficie y alberga a más de 800 animales de 116 especies del continente africano en grandes espacios que reproducen el hábitat de cada animal.

## Conservación
Colabora con la Asociación Europea de Zoos y Acuarios (EAZA) en varios proyectos de conservación (EEP y ESB). El 14 de enero de 2013 nace el primer cerdo hormiguero de España.

## Especies e instalaciones
Las instalaciones disimulan las barreras visibles, conteniendo a los animales mediante fosos ocultos a la vista, riachuelos o cristales
Se recrean diferentes ambientes africanos (Sabana africana, bosques ecuatoriales, la isla de Madagascar y los humedales africanos: la cueva de Kitum).
Las instalaciones cuentan con vegetación original de cada área, vegetación local y reproducciones o réplicas tales como grandes rocas, cuevas o baobabs gigantes.
En el anfiteatro al aire libre situado en el centro del parque, con capacidad para 1000 personas, se realizan espectáculos con aves y mamíferos.

### Las rías
Por todo el parque, hay una gran cantidad de rías en las que nadan cientos de peces.
- Carpa koi (Cyprinus carpio)
- Carpa de la hierba (Ctenopharyngodon idella)
- Leucisco dorado (Leuciscus idus)
- Esturión europeo (Acipenser sturio)

### Madagascar

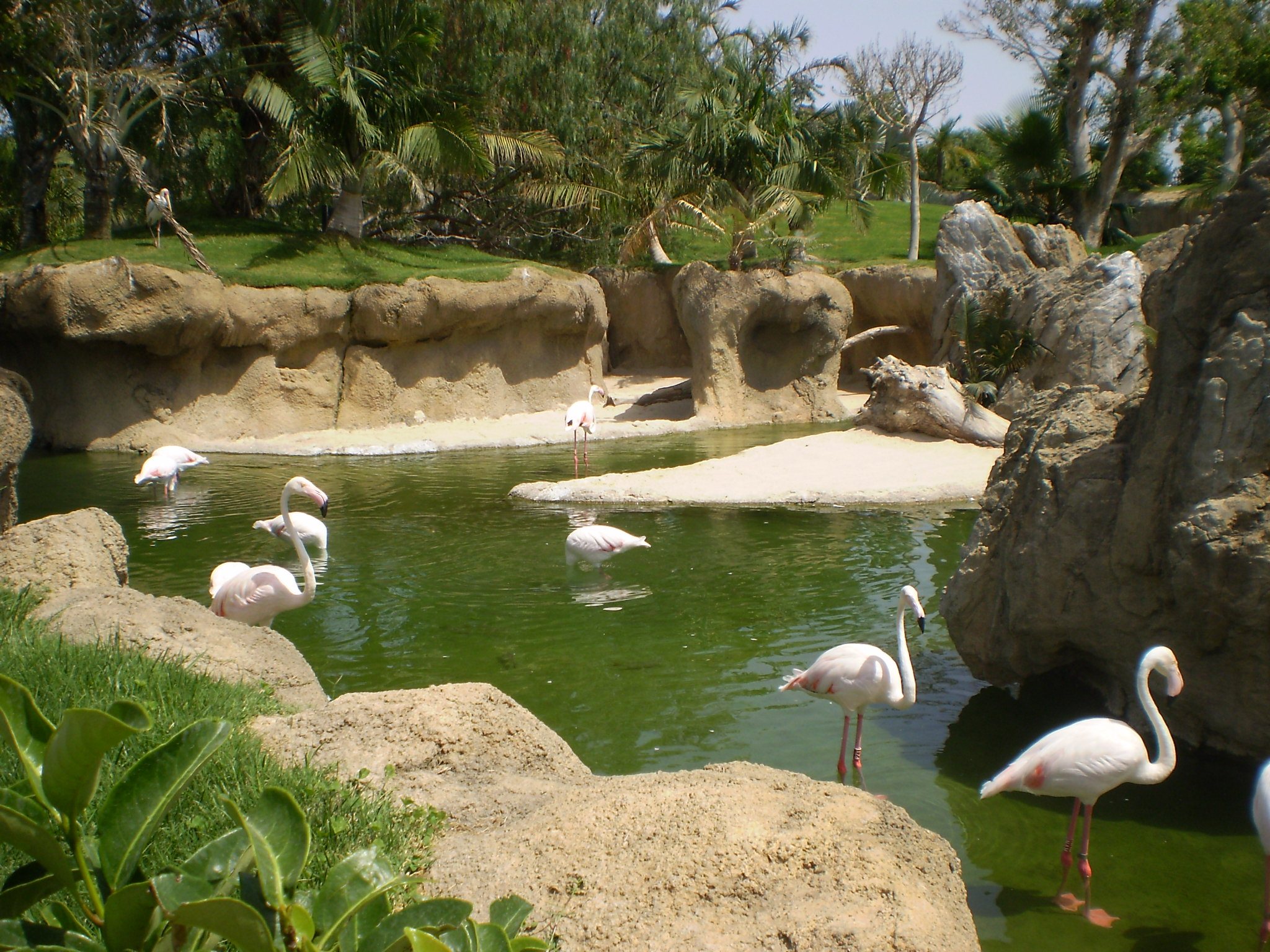
Flamencos en el área Madagascar del Bioparc

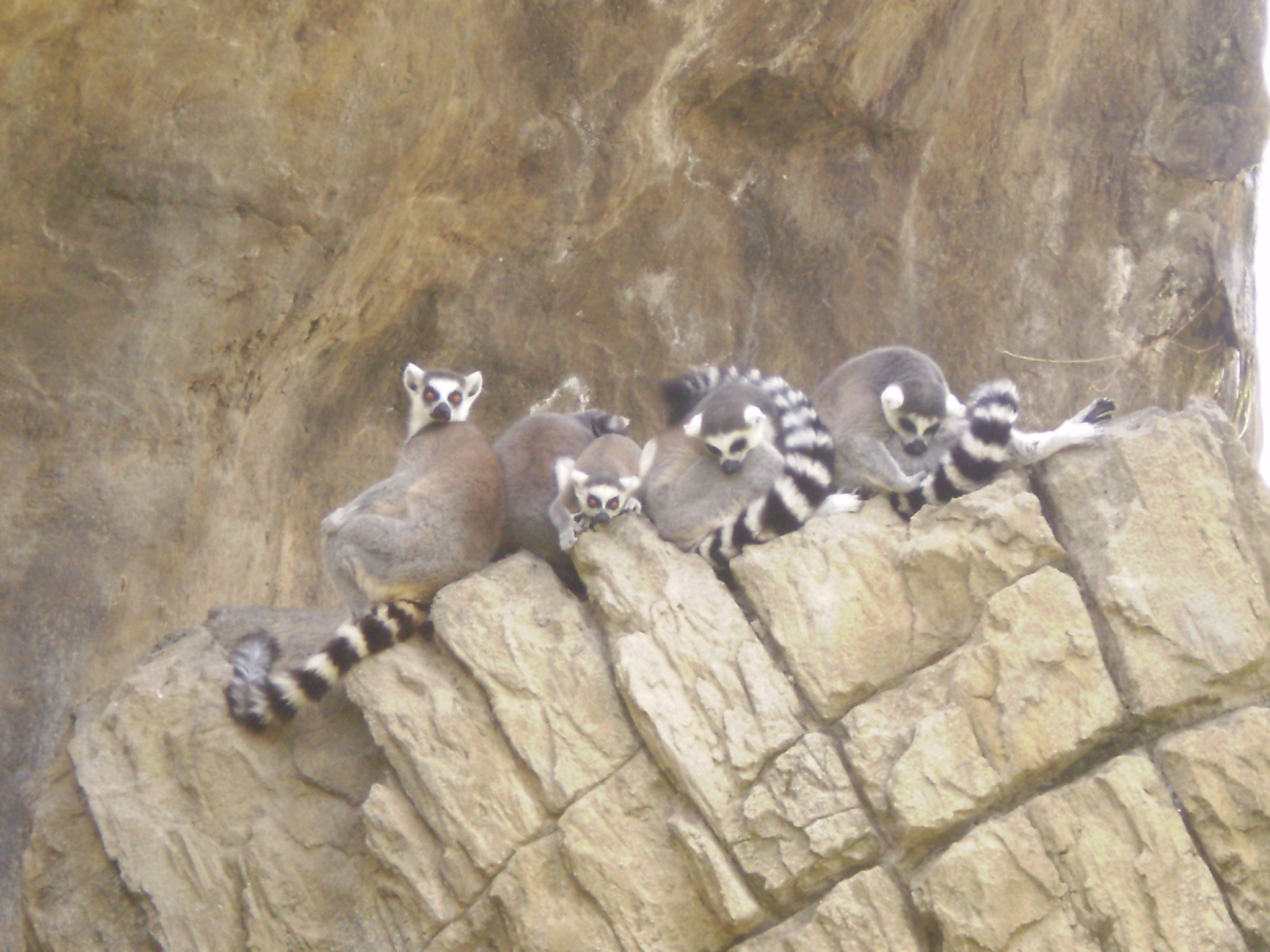
Lémures de cola anillada

La isla de Madagascar está formada por tres recintos y una sala de exposiciones sobre la biodiversidad de Madagascar.[cita requerida]
La zona de Madagascar abre a las diez, media hora después de la apertura del parque
Un mismo recinto alberga seis especies de lémures.
- Lémur de cola anillada (Lemur catta) ESB
- Lémur pardo de frente roja (Eulemur rufus) ESB
- Lémur de vientre rojo (Eulemur rubriventer)
- Lémur mangosta (Eulemur mongoz) EEP
- Lémur vari blanquinegro de collar (Varecia variegata variegata) EEP
- Lémur vari rufo (Varecia rubra) EEP
- Pintada moñuda (Guttera pucherani pucherani)

En otro recinto hay un grupo de aves.
- Pintada moñuda (Guttera pucherani pucherani
- Flamenco rosa común (Phoenicopterus roseus)
- Tántalo africano (Mycteria ibis) ESB
- Ánade de Meller (Anas melleri) EEP
- Cerceta hotentote (Anas hottentota)

A la salida, un tercer recinto isla muestra una pareja de fosas, un depredador natural de los lémures.
- Fosa (Cryptoprocta ferox) EEP

### Bosques de África ecuatorial

#### Tronco hueco
La zona de las selvas comienza desde la representación de un tronco de sostén que ha caído. En su interior, hay una gran cantidad de terrarios con varias especies de reptiles e invertebrados.
- Cocodrilo enano del Congo (Osteolaemus tetraspis) ESB
- Tortuga leopardo (Geochelone pardalis)
- Gecko de cola gruesa africano (Hemitheconyx caudicinctus)
- Gecko diurno malgache gigante (Phelsuma madagascariensis grandis]])
- Pitón real (Python regius)
- Pitón de las rocas de Seba (Python sebae)
- Boa de Dumeril (Acantrophis dumerilii)

#### Delta del río Níger
Al salir del tronco, un bosque de ribera muestra el delta del río Níger.
Hay dos zonas, una de nutrias y otra de sitatungas, hipopótamos pigmeos, monos y aves acuáticas.
- Hipopótamo pigmeo (Hexaprotodon liberiensis) EEP
- Sitatunga occidental (Tragelaphus spekii gratus) ESB
- Dril (Mandrillus leucophaeus) EEP
- Cercopiteco mona común (Cercopithecus mona)
- Cercopitecco de Brazza (Cercopithecus neglectus) ESB
- Talapoin sureño (Miopithecus talapoin) EEP
- Nutria de cuello manchado (Hydrictis maculicollis)
- Nutria europea (Lutra lutra lutra) EEP
- Ánade negro africano (Anas sparsa)
- Ganso egipcio (Alopochen aegyptiacus) ESB

#### Bosque de montaña
Tres recintos representan un bosque de montaña de Etiopía. En el primer recinto se exhiben bongos y dos especies de duiker. Un tronco hueco lo separa de los otros dos recintos, uno con leopardos y otro con chimpancés.
Los leopardos son tres, un ejemplar negro llamado Mamba, y dos leopardos de Sri Lanka, del programa EEP para la cría de especies en peligro. Los chimpancés son de dos grupos, del antiguo zoo de Viveros, y del Bioparc Fuengirola.[cita requerida]
- Bongo (Tragelaphus eurycerus) EEP
- Duiker de flancos rufos (Cephalophus rufilatus)
- Duiker oriental de Natal (Cephalophus natalensis)
- Grulla coronada cuellinegra occidental (Balearica pavonina pavonina) ESB
- Leopardo de Sri Lanka (Panthera pardus kotiya) EEP
- Chimpancé común de África central (Pan troglodytes troglodytes) ESB

#### Bais del Congo
Los bais son zonas de África a las que los grandes animales de la selva acuden en busca de sales imprescindibles para realizar su metabolismo.[cita requerida] La instalación está formada por tres recintos separados y una zona no visible para el público en la que se pueden desplazar los gorilas.[cita requerida]
En un punto de información se presenta la campaña de EAZA 2011 por los grandes simios.
Hay dos grupos de gorilas, uno de machos solteros, y otro reproductor, cada uno en una zona distinta. El grupo de solteros comparte instalación con cercopitecos brazza, y el reproductor con cercopitecos, talapoines, mangabeyes y aves.
Por encima de un tronco los gorilas se pueden desplazar por encima del público para poder ver el tercer bai, donde se exhiben potamoqueros, búfalos de selva y pelícanos, separados por un río de los gorilas.[cita requerida]
- Gorila de llanura occidental (Gorilla gorilla gorilla) EEP
- Cercopiteco de Brazza (Cercopithecus neglectus) ESB
- Cercopiteco de Hamlyn (Cercopithecus hamlyni) EEP
- Talapoin norteño (Miopithecus ogouensis) EEP
- Mangabey gris de coronilla blanca (Cercocebus atys lunulatus) EEP
- Sitatunga occidental (Tragelaphus spekii gratus) ESB
- Búfalo enano de selva (Syncerus caffer nanus) ESB
- Potamoquero rojo de río (Potamochoerus porcus pictus) EEP
- Tarro canelo del Cabo (Tadorna cana)
- Pelícano blanco (Pelecanus onocrotalus)
- Calao terrestre norteño (Bucorvus abyssinicus) ESB

### Humedales
Una recreación de la cueva Kitum, representa los humedales africanos.
En la entrada a la cueva, hay un recinto con tortugas, en el que se recrean las marcas de los elefantes que acuden a estos ecosistemas buscando sal.
En el interior de la cueva hay acuarios con peces africanos y tortugas de caparazón blando y ventanas con vistas al recinto de elefantes, al "lago Kyoga" de Uganda (hipopótamos y cocodrilos), y a los primates del bai, que pueden acceder a una playa de modo que parecen convivier con los cocodrilos.
Los hipopótamos provienen del antiguo zoo de Viveros.[cita requerida] La instalación permite la visión subacuática de la instalación. En todos los lagos, hay peces que se alimentan de los excrementos de los hipopótamos.[cita requerida]
- Elefante africano de sabana (Loxodonta africana) EEP
- Hipopótamo del Nilo (Hippopotamus amphibius) ESB
- Cocodrilo del Nilo (Crocodylus niloticus)
- Tortuga de caparazón blando africana (Trionyx triunguis)
- Tortuga de espuelas africana (Geochelone sulcata)
- Tilapia cebra (Tilapia buttikoferi)
- Tilapia de Mozambique (Oreochromis mossambicus)
- Tilapia del Lago Malawi (Oreochromis squamipinnis)
- Cíclido del Lago Malawi pavo real emperador (Aulonocara nyassae)
- Cíclido del Lago Malawi pavo real común (Aulonocara baenschi)
- Cíclido del Lago Malawi venoso (Nimbochromis venustus)

#### Lago de los elefantes
En otra zona de humedales, los elefantes cuentan con un lago para bañarse, en el que también hay varias aves.
- Elefante africano de sabana (Loxodonta africana) EEP
- Espátula africana (Platalea alba)
- Pelícano gris (Pelecanus rufescens) EEP

### La sabana
La última zona del parque es la de la sabana, una zona de una hectárea de sabana africana llena de animales, y con representaciones de los principales parques de África oriental.

#### Sabana húmeda

##### El palmeral
La primera sabana es la de los bosques de acacias del palmeral en Kenia. Esta zona cuenta con muchas especies de grandes mamíferos, y en las rías, hay muchas aves acuáticas. Desde el restaurante, se puede tener una buena vista de la zona de sabana, así como de la ría en la que está situado. Muchos de los animales de esta zona provienen del antiguo zoo de Viveros, como las jirafas Che y Danalta, los cobos de agua o las grullas coronadas. Algunas de sus jirafas provienen de las nacidas en el zoo botánico de Jerez, y otras vienen desde Holanda.
- Jirafa de Rothschild (Giraffa camelopardalis rothschildi) EEP
- Cobo de agua común (Kobus ellipsiprymnus)
- Kudú mayor (Tragelaphus strepsiceros) ESB
- Impala (Aepyceros melampus)
- Damalisco pigargo (Damaliscus pygargus) ESB
- Gacela de Thompson (Eudorcas thomsonii)
- Pintada común (Numida meleagris)
- Jabirú africano (Ephippiorhynchus senegalensis) ESB
- Ibis sagrado común (Threskiornis aethiopicus)
- Grulla coronada cuelligris oriental (Balearica regulorum gibbericeps)
- Calao terrestre sureño (Bucorvus leadbeateri) ESB
- Ánade de pico amarillo (Anas undulata)
- Pato colorado (Netta rufina)
- Pato crestudo (Sarkidiornis melanotos)
- Tarro canelo común (Tadorna ferruginea)
- Ganso aliazul de Etiopía (Cyanochen cyanoptera)
- Suirirí de cara blanca (Dendrocygna viduata)
- Suirirí bicolor (Dendrocygna bicolor)

##### Los matorrales
En los matorrales, se ocultan los suricatas que vigilan el cielo en busca de rapaces, y los temerosos diks-diks de Kirk.
- Dik-dik de Kirk (Madoqua kirkii) ESB
- Suricato (Suricata suricatta)

##### Bosque de baobabs
En el bosque de baobabs vive un grupo de diez elefantes africanos de sabana, el segundo en importancia de España, tras el Parque de la Naturaleza de Cabárceno, ya que el recinto cántabro cuenta con 20 ejemplares, la mayoría nacidos allí y conforman la mayor reserva de elefantes del mundo fuera de África. El grupo está formado por Greta y Betty, dos elefantas que fueron llevadas al zoo de Moscú por un carguero cubano desde Sudáfrica, pero que fueron enviadas a Bioparc al no estar en buenas condiciones, Bully, una elefanta con problemas por venir de un circo, un joven macho, y seis elefantas enviadas desde un rancho de Namibia. Además de los elefantes, en otra instalación hay un grupo de dromedarios.
- Elefante africano de sabana (Loxodonta africana) EEP
- Dromedario (Camelus dromedarius)

##### Kopje
En la sabana se alzan formaciones rocosas, en las que los animales se adaptan para vivir allí. En un aviario, viven muchas aves con mamíferos adaptados a las rocas y desde una cristaleda, se puede ver al grupo de leones de Angola provenientes del zoo de Lisboa. Fuera del aviario, hay un grupo de mangostas rayadas.
- León de Angola (Panthera leo bleyenbergui)
- Mangosta rayada africana (Mungos mungo)
- Damán de las rocas del Cabo (Procavia capensis) ESB
- Saltarrocas etíope (Oreotragus oreotragus saltatrixoides)
- Pintada crestada común de Kenia (Guttera pucherani pucherani)
- Cigüeña de Abdim (Ciconia abdimii) ESB
- Ibis hadada (Bostrychia hagedash)
- Avemartillo (Scopus umbretta) ESB
- Alcaraván del Cabo (Burhinus capensis)
- Paloma de Guinea (Columba guinea)
- Turaco de orejas blancas etíope común (Tauraco leucotis leucotis)
- Calao toco coronado (Tockus alboterminatus)
- Calao de Von der Decken (Tockus deckeni) ESB
- Estornino metálico púrpura (Lamprotornis purpureus)
- Estornino metálico espléndido (Lamprotornis splendidus)
- Estornino metálico tricolor común (Spreo superbus)
- Estornino de pecho dorado común (Cosmopsarus regius)
- Tejedor rojo sureño (Euplectes oryx)

#### Sabana seca

##### Samburu

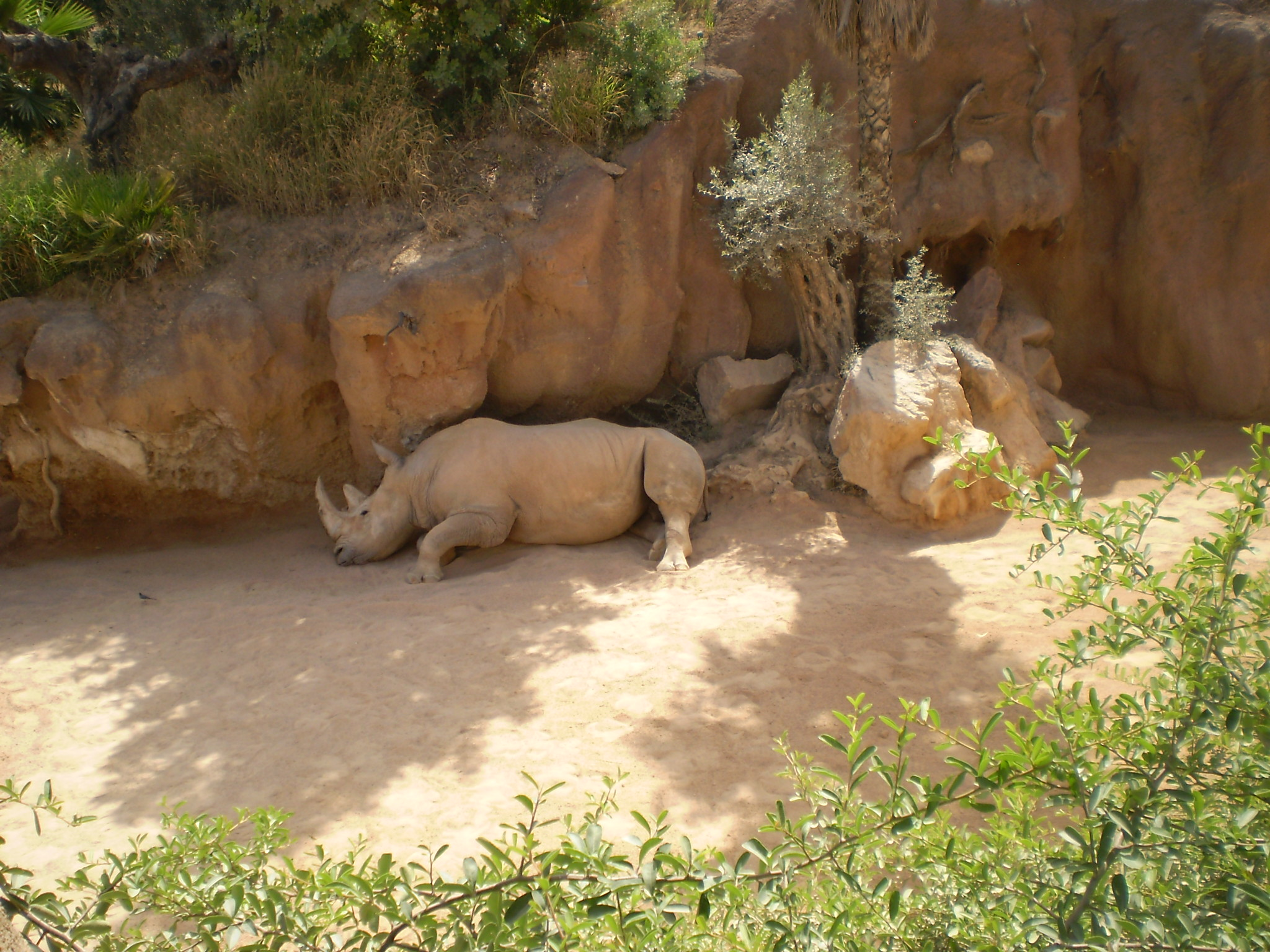
Rinoceronte blanco

Las torrenteras del parque de Samburu permiten crear un grupo reproductor de rinocerontes blancos sureños, acompañados de cebras, elands y avestruces. En lo alto de una torrentera, una pareja de marabús han hecho su nido. Separado del resto de rinocerontes, vive Romulo, el viejo rinoceronte macho de Viveros, que presenta graves problemas de esterotipia por el reducido recinto en el que vivía. Hoy poco a poco se le va curando.
- Rinoceronte blanco sureño (Ceratotherium simum simum) EEP
- Cebra de Grant (Equus burchelli antiquorum)
- Avestruz sudafricana (Struthio camelus australis)
- Marabú africano (Leptoptilos crumeniferus) ESB

##### El subsuelo de la sabana

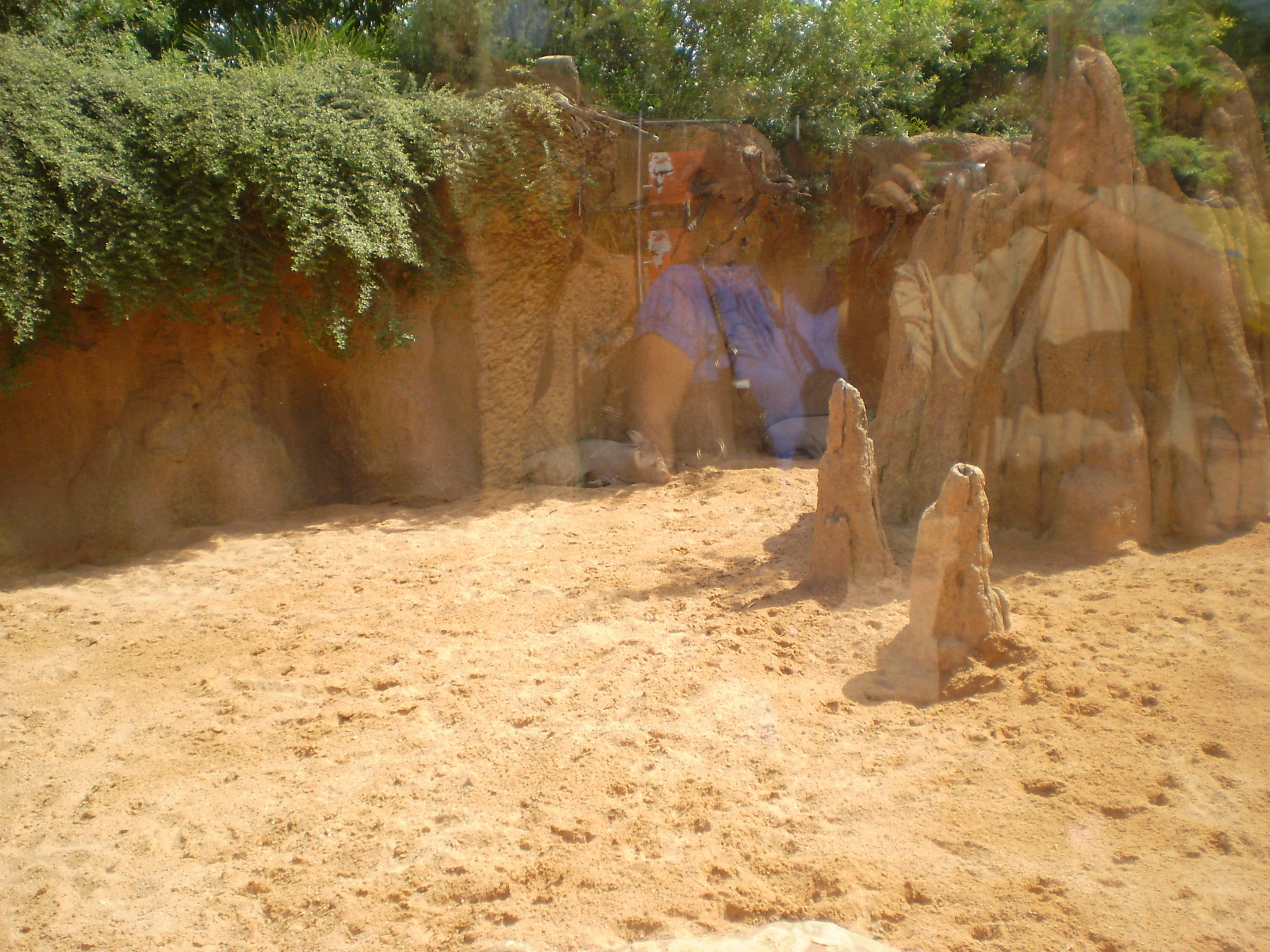
Facóquero en verano

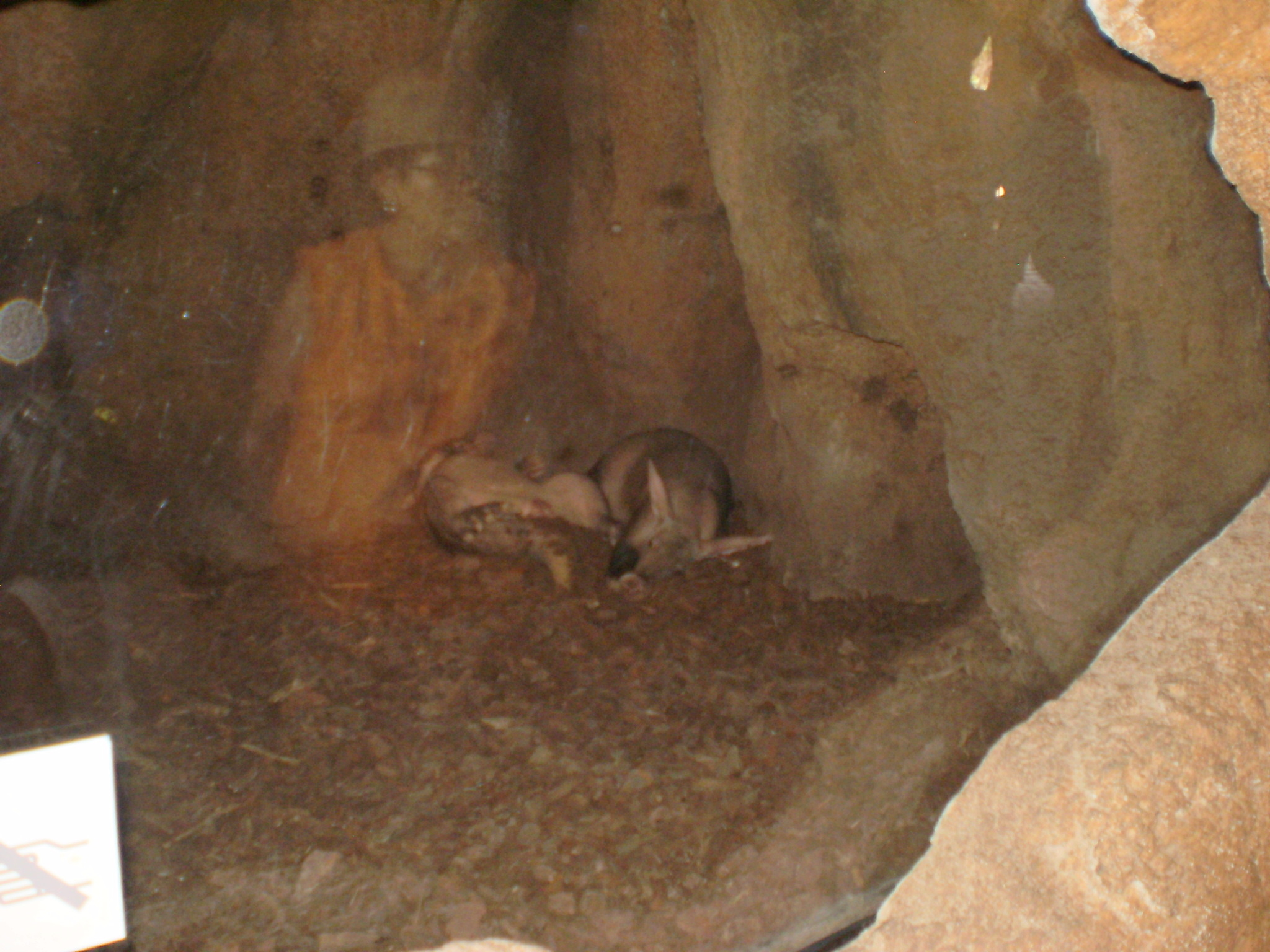
Oricteropo durmiendo

Los enormes termiteros de las Macrotermes natalensis permiten a una gran comunidad de animales establecer su hogar. Los termiteros de Bioparc Valencia albergan una gran cantidad de animales que o viven en el interior de la tierra, o bien los usan de madriguera o como fuente de alimento. Así, las hienas otean desde ellos a sus presas, los puercoespines, zorros orejudos y oricteropos duermen en ellos durante el día mientras los facoqueros buscan alimento, y al atardecer se cambian, y una gran cantidad de roedores han establecido sus colonias en el interior. De todos ellos, destacan las ratas topos desnudas, que tienen una sociedad parecida al de las termitas.
- Hiena manchada (Crocuta crocuta) ESB
- Zorro orejudo sudafricano (Otocyon megalotis megalotis) ESB
- Mangosta enana común undulada (Helogale parvula undulatus)
- Oricteropo (Orycteropus afer) ESB
- Facóquero común (Phacochoerus africanus) ESB
- Puercoespín crestado sudafricano (Hystrix africaeaustralis)
- Rata gigante gambiana (Cricetomys gambianus)
- Ratón espinoso egipcio (Acomys cahirinus)
- Rata topo desnuda (Heterocephalus glaber)
- Varano del Nilo (Varanus niloticus)

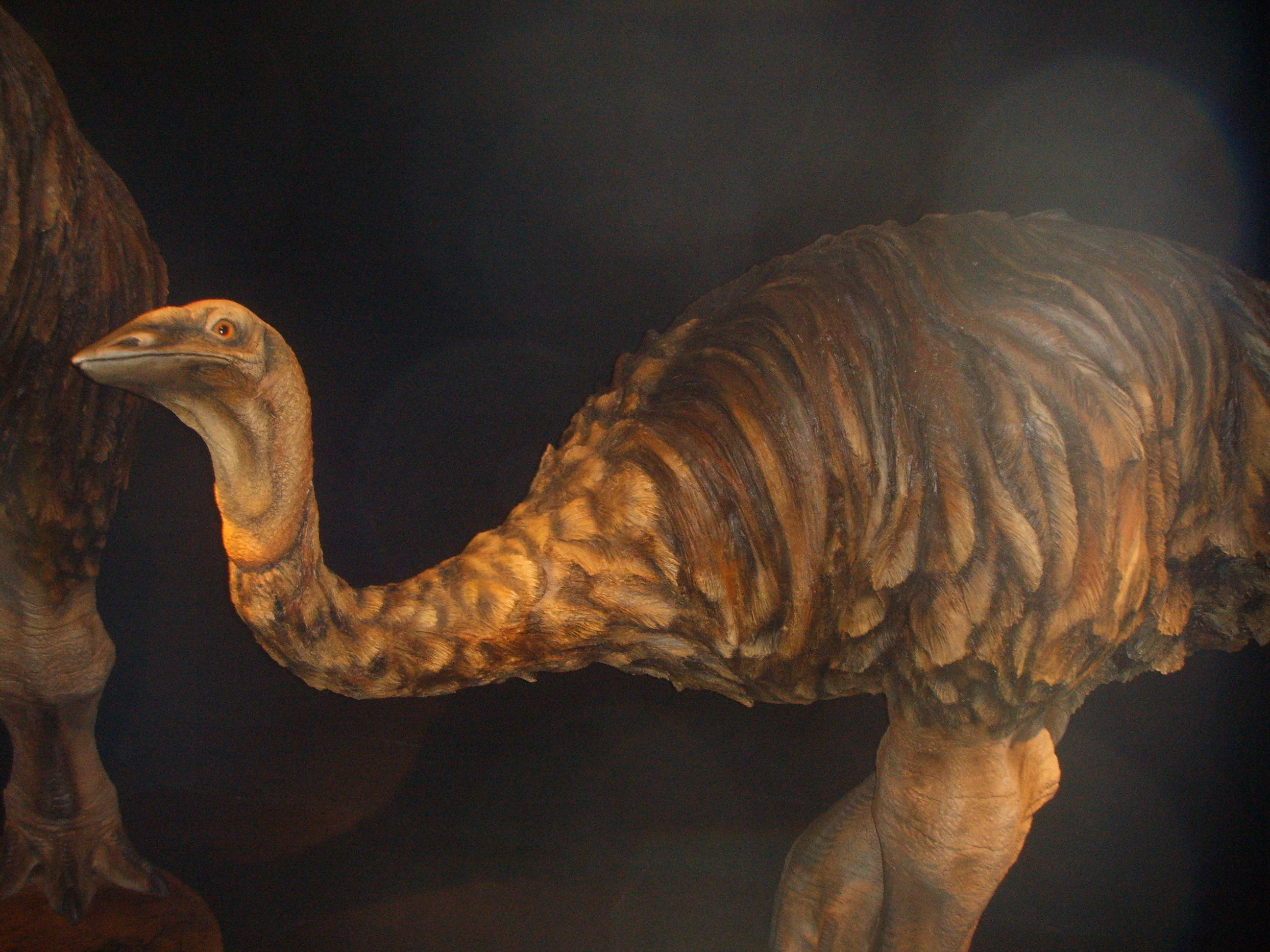
Maqueta de Aepyornis en Bioparc
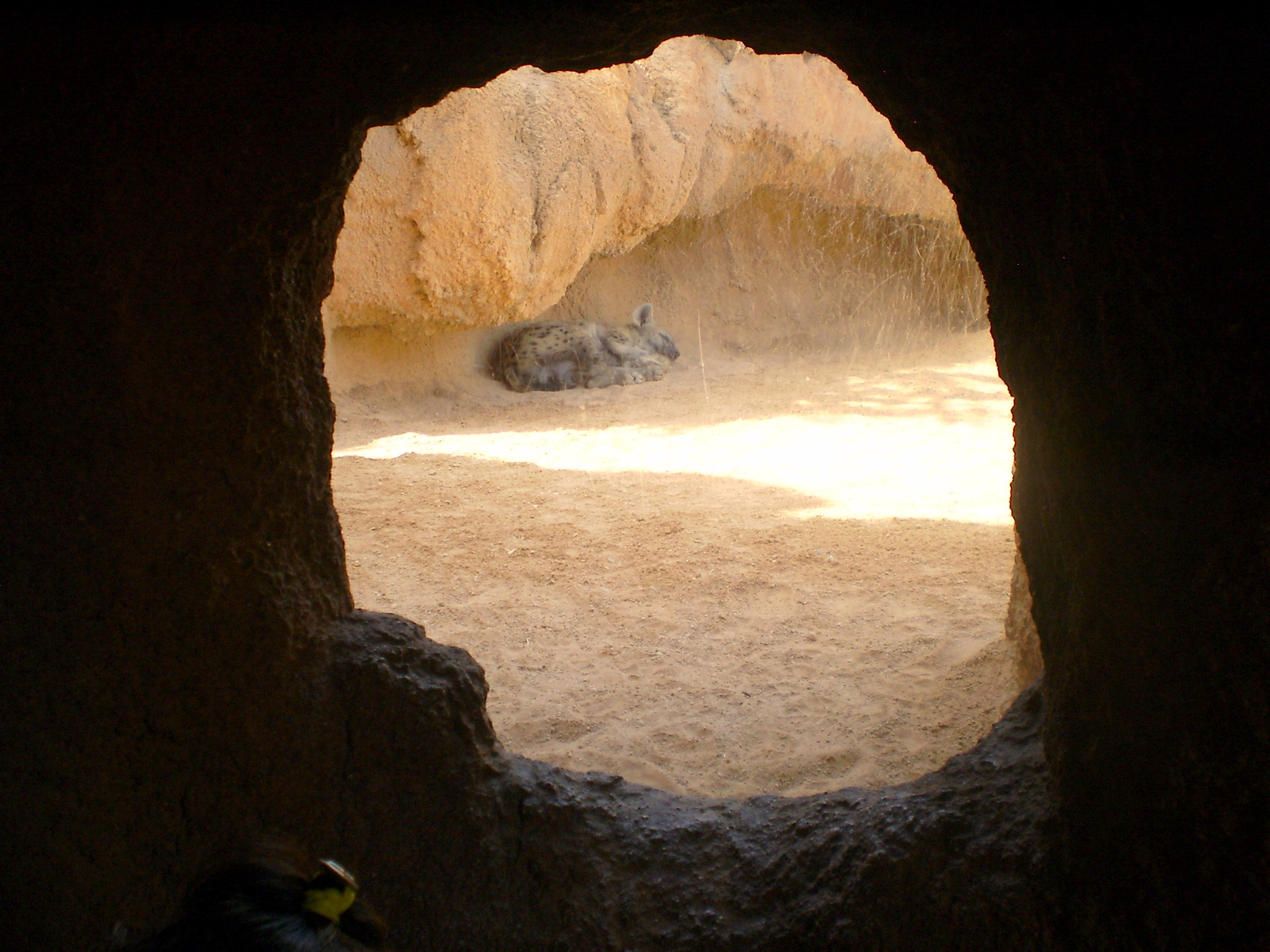
Hiena en el Bioparc
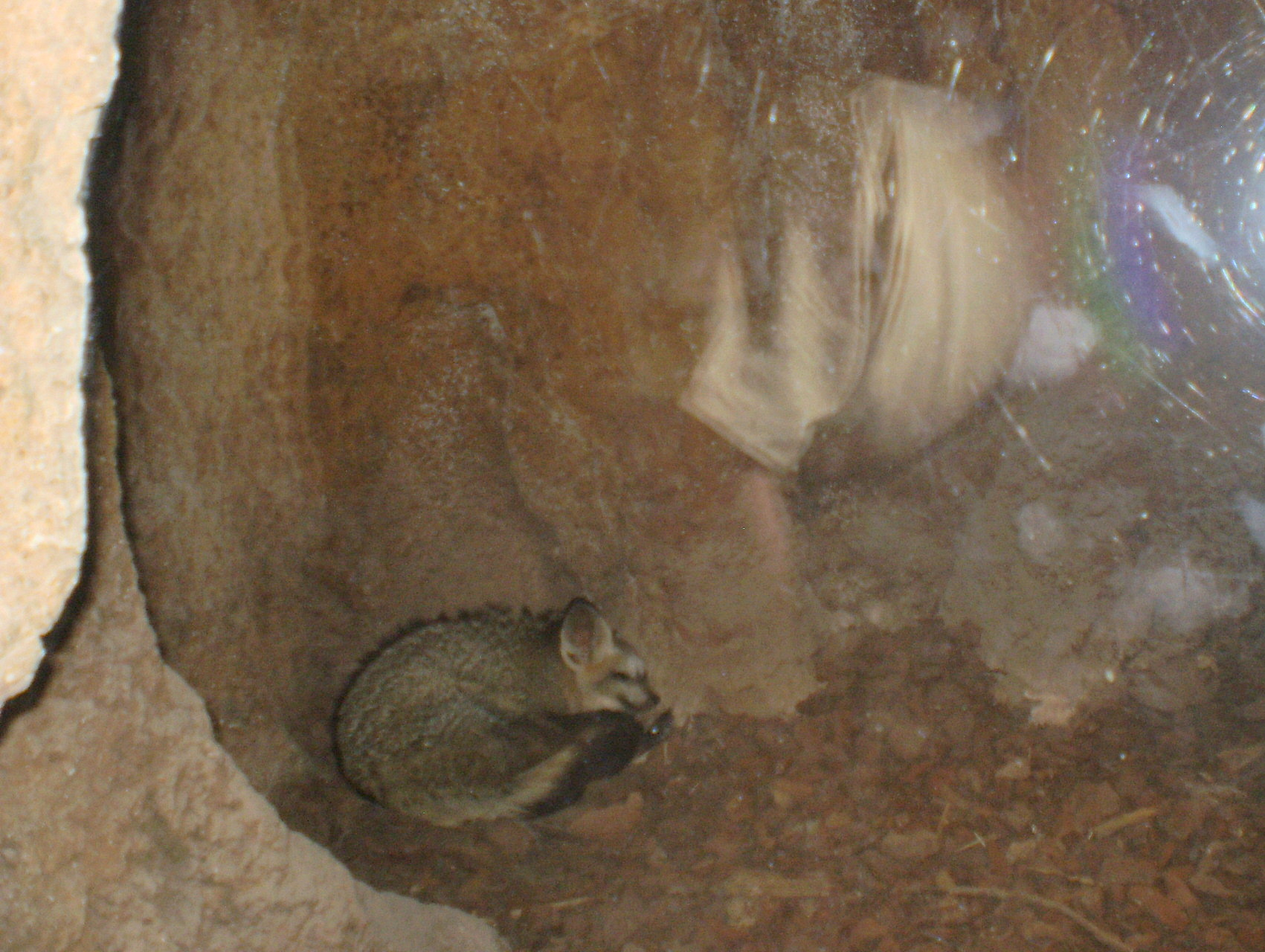
Zorro orejudo durmiendo por el calor
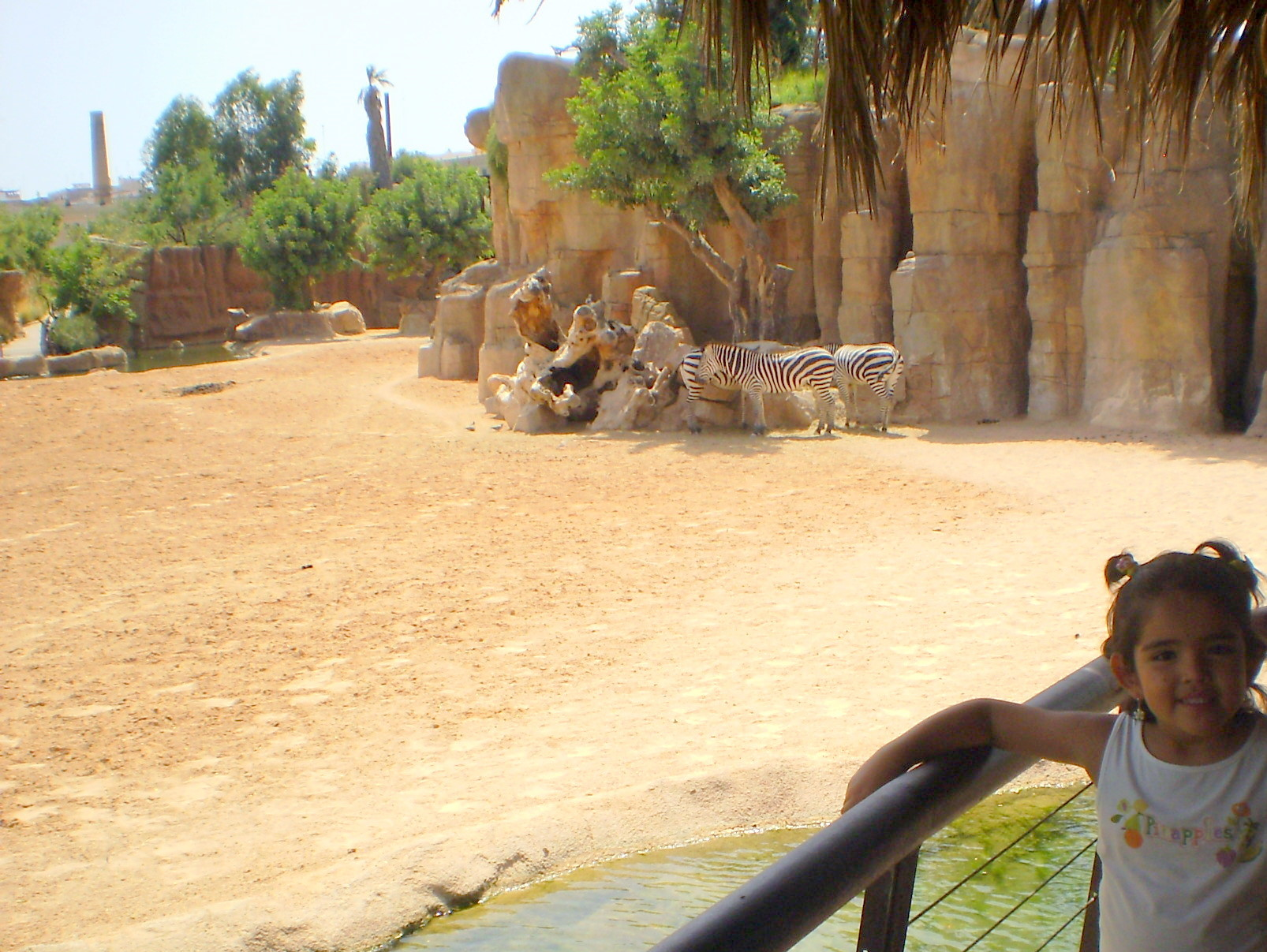
Cebra en el Bioparc
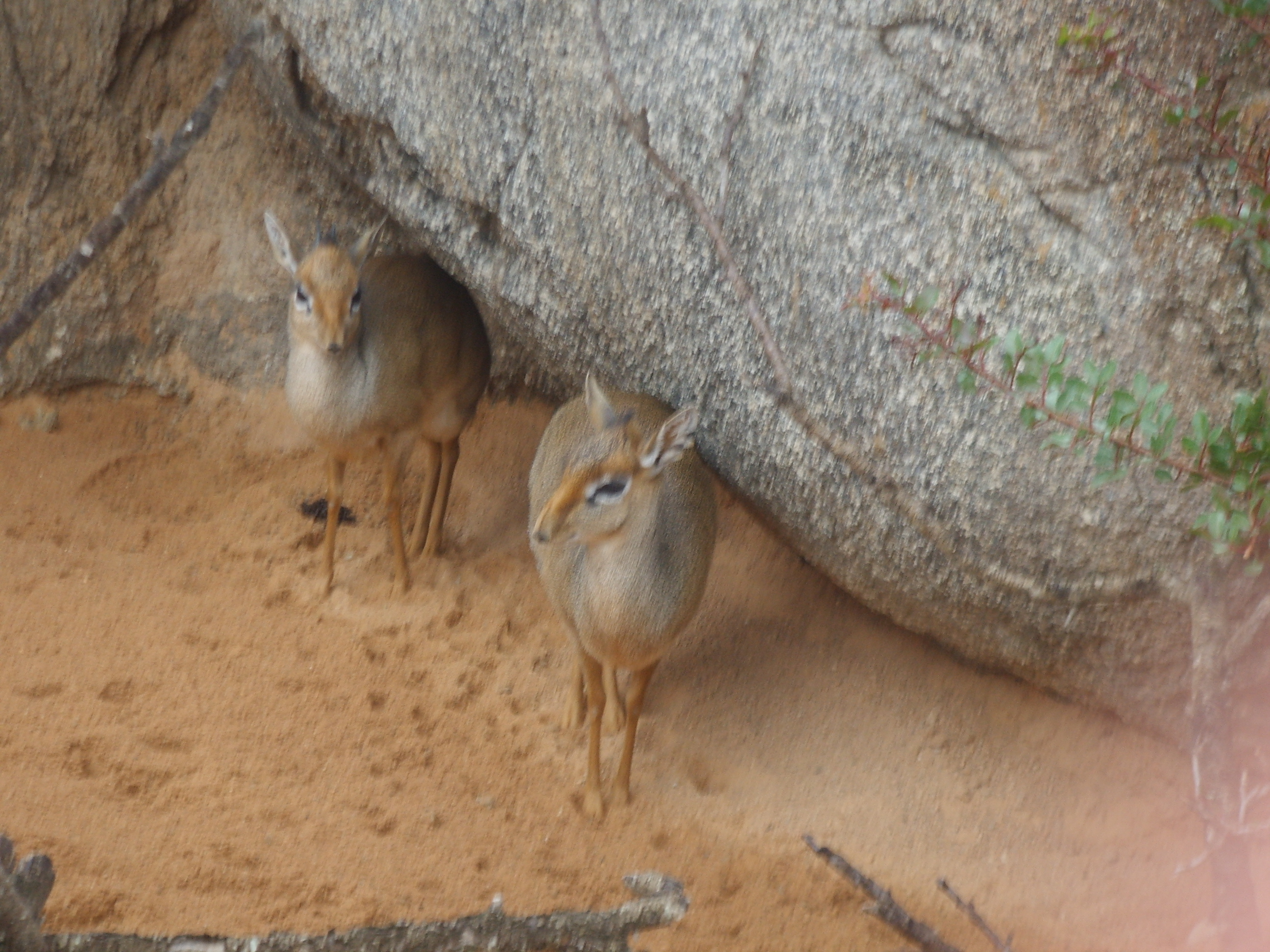
Pareja de Dik-diks de Kirk en invierno
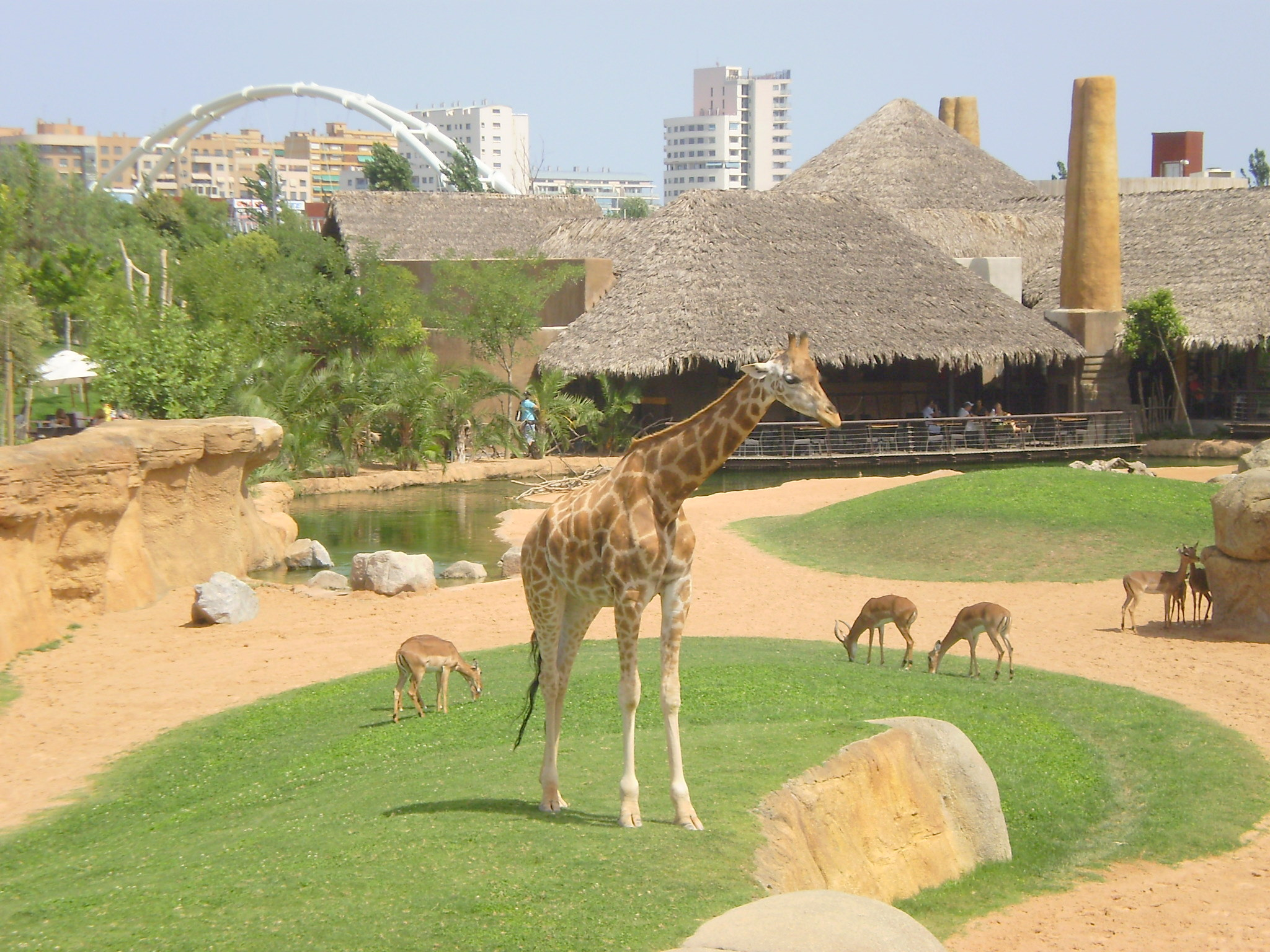
Jirafa en el Bioparc, de fondo antílopes africanos (impalas).
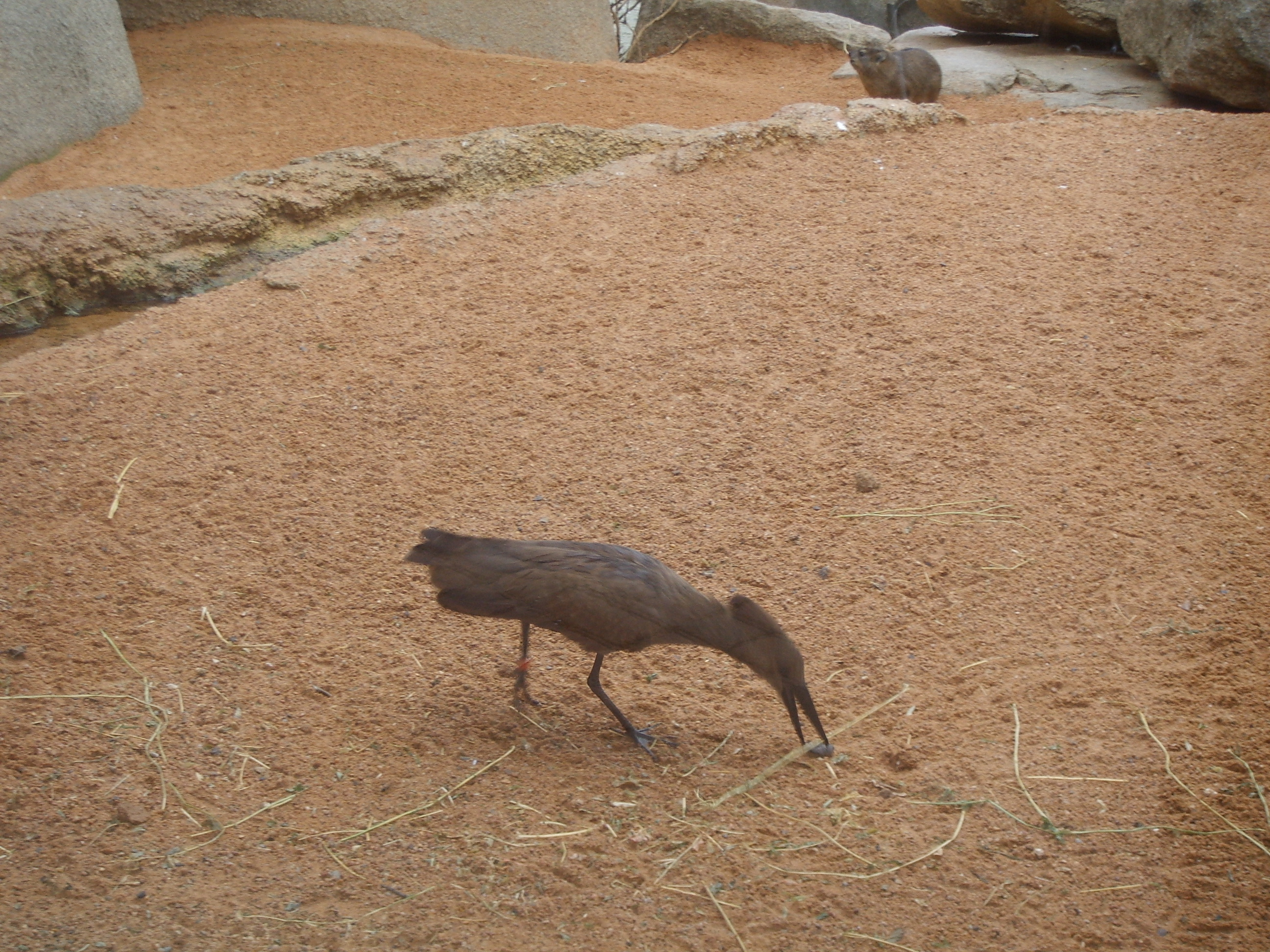
Ave martillo y damán en el aviario del Bioparc.

## Servicios
Dispone de restaurante, dos tiendas de regalos, una sala de cine donde se informa qué ofrece y a qué se dedica el Bioparc.

## Gestión

### Deuda
Tras la construcción del zoo que costó 60 millones de euros, el triple de lo previsto, en 2010 la empresa concesionaria del zoológico, Rain Forest Valencia, presentó un plan de viabilidad económica para refinanciar una deuda hipotecaria de 45 millones de euros que permitiera ampliar el plazo de vencimiento a 25 años.
La junta de gobierno del Ayuntamiento de Valencia aprobó en despacho extraordinario un aval exigido por los bancos para llevar a cabo la operación dado que al acabar los 50 años de la concesión, será el titular del zoo.
La empresa atribuye la necesidad de refinanciación a tres factores:
Se recibieron menos visitantes de lo previsto. Esperaban recibir 650.000 visitantes en 2008 y un millón en años sucesivos, sin embargo sólo hubo 470.000 visitantes en 2008 por lo que se revisaron a la baja los cálculos y no se espera alcanzar las 600.000 entradas al año hasta 2015.
Se realizaron inversiones "no previstas" y "no productivas" por importe de 16 millones de euros. Una pasarela que conecta el zoo con la plaza de acceso que la empresa quería que pagase el ayuntamiento y el aparcamiento de 800 plazas con el 90% de las plazas vacías. Este aparcamiento estaba concebido para dar servicio gratuito a todo el Parque de Cabecera, a los dos meses de la apertura del zoo, se autorizó el cobro por su uso.
Faltan inversores para los edificios comerciales y de restauración de la plaza.

### Relación con el Oceanogràfic
Rain Forest Valencia SA considera que la concesión de ayudas públicas por parte de la Generalidad Valenciana a favor de la Ciudad de las Artes y las Ciencias vulnera la legislación comunitaria y nacional en materia de ayudas. Por ello exigió a la Ciudad de las Artes y las Ciencias que «cese en sus actividades de competencia desleal en el sector zoológico y de ocio» y amenazó con formular «las acciones legales que sean precisas para salvaguardar la libre competencia».[cita requerida]
La Ciudad de las Artes y las Ciencias incluye en sus instalaciones el Oceanogràfic, zoológico gestionado por Parques Reunidos Valencia, S.A.

## Críticas
La organización por los derechos de los animales DefensAnimal.org se ha manifestado en diversas ocasiones en contra de Bioparc, al que llama "La cárcel de animales no humanos más grande de Europa", y ha realizado actividades en este sentido.
Bioparc también ha recibido las críticas de extrabajadores del zoo antiguo.
Es uno de los zoológicos españoles por los que España fue denunciada por la Comisión Europea ante el tribunal por incumplir la normativa en materia de conservación, educación, seguridad al público o bienestar animal. En concreto, la organización internacional Infozoos afirma que la seguridad del zoológico debería aumentar y critica que sea tan fácil entrar en contacto con los animales.
España fue condenada por incumplir las obligaciones que le incumben en virtud de la Directiva 1999/22/CE del Consejo, de 29 de marzo de 1999, relativa al mantenimiento de animales salvajes en parques zoológicos, aunque finalmente en el curso del procedimiento la Comisión desistió parcialmente de su recurso, en la medida en que éste afectaba a la Comunidad Valenciana, pese a considerar que esta última no había regularizado su situación sino con posterioridad a la presentación del escrito de recurso.
El Partit Socialista del País Valencià-PSOE a su vez ha criticado que "los precios del Bioparc son de los más caros de Europa".